# Sedimentace (geologie)

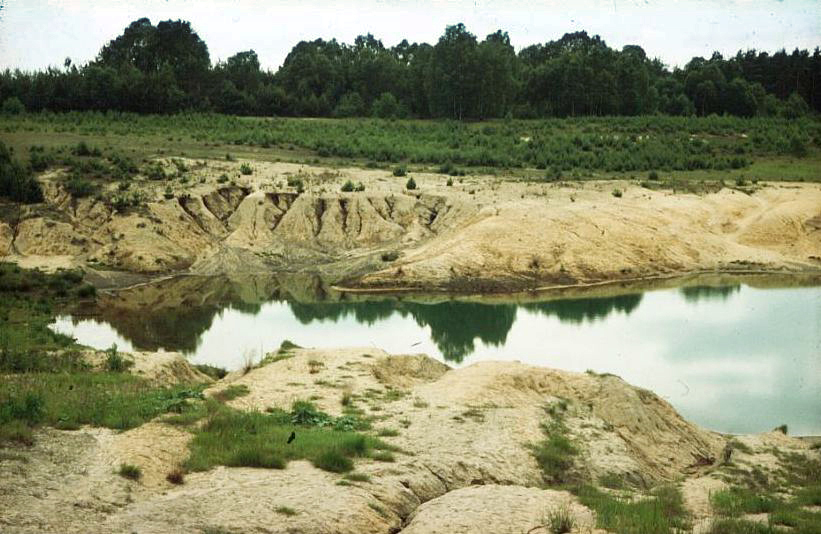
Křemelinové vrstvy usazené ze schránek křemitých řas Diatomae

Sedimentace je ukládání úlomkovitého, chemogenního nebo biogenního materiálu jako jsou nánosy řek, jezer, moří, ledovců nebo větru gravitací, zejména při vzniku sedimentárních hornin. Uložené nezpevněné přírodniny se nazývají sediment.

## Horninový cyklus
Teplotně-tlakové podmínky na zemském povrchu se během dlouhé existence Země různě měnily. Horniny na povrchu se dostaly do jiných podmínek, v nichž nemohly odolávat vnějším procesům a podléhaly zvětrávání.

## Přenos zvětralin
Gravitace způsobuje pohyb zvětraného materiálu po povrchu. Materiál může být nesen vodou jako koloidní či pravý roztok nebo suspenze. Klasty jsou vlečeny trakcí: smýkáním nebo převalováním po dně, či saltací. Převalování a saltace jsou rovněž typické pro pohyb částic v důsledku působení větru. Lehčí částice mohou za větru utvořit suspenzi, která může být unášena na velké vzdálenosti. Klastický materiál během přenosu podléhá dalšímu rozpadu, ostré hrany se zaoblují a nastává abraze ostrohranných úlomků. V důsledku gravitace se materiál postupně třídí podle velikosti a odolnosti.

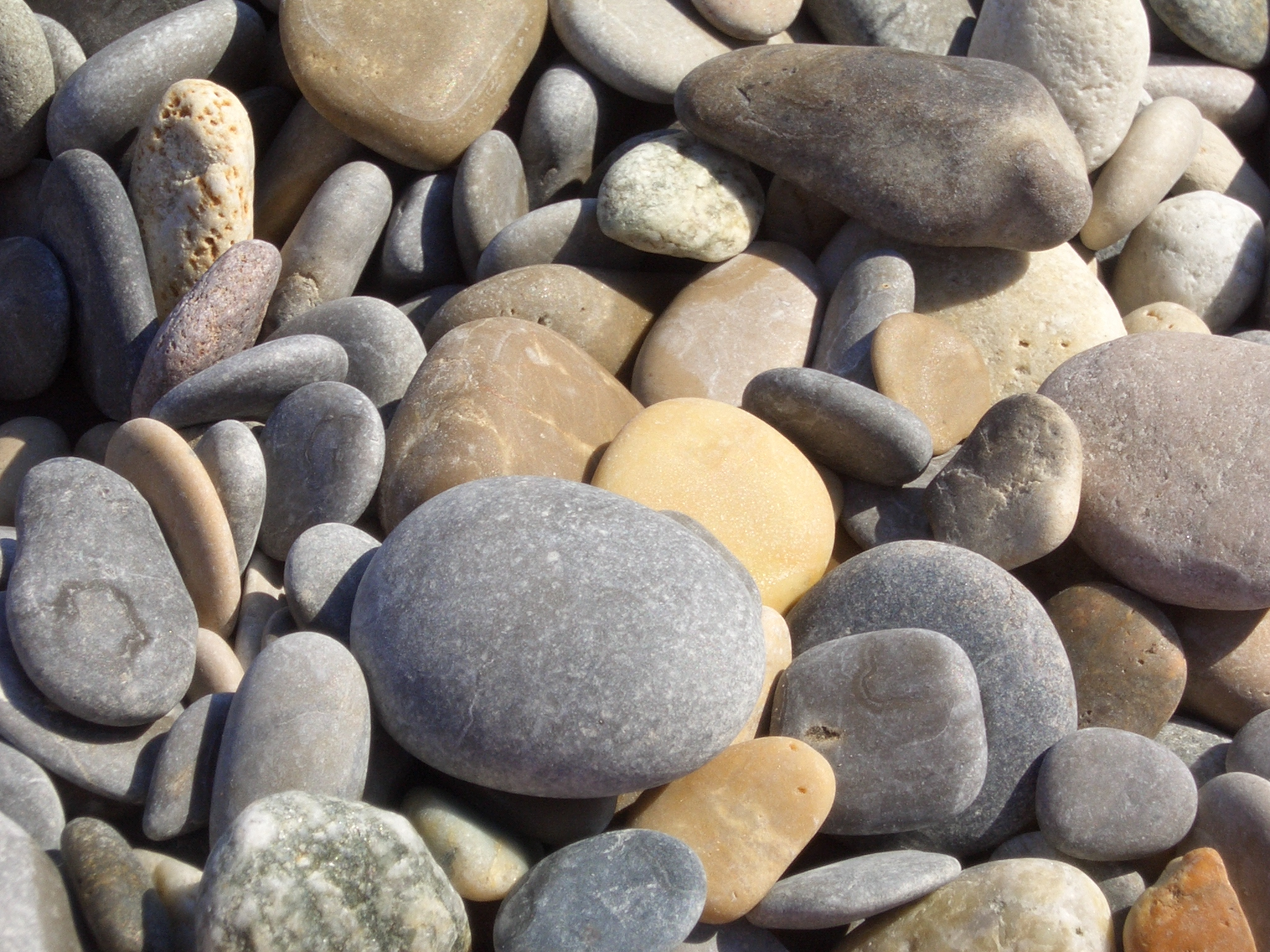
Vytříděný říční sediment s oblázky přibližně stejné velikosti

Při transportu zvětralin a jejich abrazi dochází k postupnému zmenšování úlomků. Částice méně odolných hornin se přitom rozpadají na menší kousky rychleji a proto se postupně ve směru transportu ze sedimentů vytrácejí. Zrna stabilních hornin však lze nalézt i daleko od místa jejich původu.
Třídění částic podle velikosti je způsobeno změnou unášecí schopnosti transportního média, kterým je nejčastěji vítr či proudící voda. Podstatou vytřídění je fakt, že k přenosu větších částic je potřeba větší unášecí schopnost. Proto například řeky přinášejí do ústí jen ty nejmenší částice a naopak balvany většinou zanechávají už na horním toku. Podobně je to s mořskými sedimenty, kde se nejmenší částice nachází dále od břehu než velké úlomky, čímž může vznikat takzvané gradační zvrstvení. S tím souvisí Boumova sukcese). Slabě vytříděny bývají často suťové a svahové sedimenty, kde se naopak velké balvany často dostanou dále než menší částice. Některé sedimenty, jako till a souvkové hlíny jsou celkem nevytříděné a chaotické.

## Sedimentace
Pokud dojede během transportu materiálu ke ztrátě energie, což je nejlépe pozorovatelné na rychlosti, dochází k jeho uložení (depozici) a vzniku sedimentu. K ukládání sedimentů proto dochází zejména na návětrné a závětrné straně překážek, ve stojatých vodách nebo na různých snížených místech. Deprese, v nichž probíhá sedimentace dlouhou dobu, zvláště kvůli jejich současnému poklesávání se označují jako sedimentační pánve. Ty se nejčastěji vyskytují v oblasti moří. Sedimenty se mohou na místě usazení zachovat dlouhou dobu a přeměnit se na usazenou horninu, ale stejně tak mohou podlehnout erozi a znovu se usadit.
Sedimentace může být ve vodním (zvláště pelagickém) prostředí podmíněna i hloubkou. Mořská voda totiž obsahuje slabé kyseliny, které postupně rozpouštějí pomalu se usazující vápenaté (aragonitové a kalcitové) částice nebo schránky mikroorganismů. Hloubka, pod kterou se žádné kalcitové částice neusazují, se nazývá karbonátová kompenzační hloubka nebo kompenzační hladina kalcitu (z anglického calcite ceompensation deph, CCD), která leží v hloubce asi 4 až 5 000 metrů. Podobně existuje i kompenzační hladina aragonitu, která se nachází výše. Pod těmito hladinami nabývají převahu křemité sedimenty, které nepodléhají rozpouštění kyselinami tak rychle. Tvoří se zde diatomity a radiolarity.

## Litifikace
Další procesy, které postihnou sediment v klidném prostředí a přemění ho na usazenou horninu se souhrnně označují jako litifikace nebo diageneze. Dochází k zmenšování objemu a změně vlastností sedimentu. Volné prostory a póry mezi klasty jsou během tohoto procesu úplně nebo alespoň částečně vyplněny tmelem. V případě, že usazená hornina vzniká chemogenně, krystalizací nebo rekrystalizací z vodních roztoků, je tvořena množstvím drobných krystalů, které vytvářejí hutnou krystalickou strukturu. Podobným způsobem mohou vznikat i organogenní horniny, tvořené odumřelými schránkami organismů. V těchto horninách jsou poměrně časté mikro i makrofosilie. Chemogenní a organogenní horniny se mohou během svého vzniku prolínat a jsou proto někdy označovány i jako neklastické nebo tmelotvorné. Výsledkem litifikace jsou usazené horniny, z nichž jsou v zemské kůře nejčastější jíly a jílovité břidlice, pískovce a vápence.

## Tělesa a struktury sedimentárních hornin
Sedimenty usazující se na různých místech vytvářejí tělesa různých tvarů. Nejčastějšími jsou vrstvy, čočky, hermy či neptunické žíly. Typickými strukturami, které mohou vypovídat o způsobu usazování a zpevnění, jsou též čeřiny, šikmé a gradační zvrstvení či hieroglyfy.